# Марти-и-Аланис, Жоан
Жоан Марти-и-Аланис (кат. Joan Martí i Alanis; 29 ноября 1928 года, Эль-Мила, Альт-Камп, Испания — 11 октября 2009 года, Барселона, Испания) — испанский священнослужитель, в 1971—2003 годах бывший епископом Урхельским и одновременно одним из соправителей Андорры вместе с президентом Франции.

## Биография
В 1939—1951 годах обучался в семинарии в Таррагоне. После вступления в священный сан, 17 июня 1951 года, в течение трёх лет продолжал образование в Саламанке. Затем участвовал в образовательных учреждениях в Таррагоне.
25 ноября 1970 года назначен епископом Урхельским и вступил в управление епархией 31 января 1971 года. Также в 1975—1977 годах управлял Сольсонским епископством. Марти-и-Аланис стремился модернизировать епархию. В качестве князя Андорры он способствовал принятию её конституции в 1993 году и подписал её вместе с Франсуа Миттераном. В 1989 году Марти-и-Аланис вошёл в состав Папского совета по массовым коммуникациям. В том же году Правительство Испании наградило его Большим крестом ордена Изабеллы Католической. В 2003 году Марти-и-Аланис ушёл с поста епископа из-за преклонного возраста и стал почётным архиепископом.